# Beulah (Ceredigion)
Pour les articles homonymes, voir Beulah.
Beulah est un village et une communauté du Ceredigion, au pays de Galles.

## Géographie
Beulah est situé dans le sud-ouest du comté, à 7 km au nord-ouest de la ville de Newcastle Emlyn.
La communauté de Beulah comprend aussi les villages et hameaux de Betws Ifan (en), Brongwyn (en), Cwm-cou (cy), Llandygwydd (en) et Tŷ-llwyd (en), ainsi que la partie de Cenarth au nord de la Teifi,

## Démographie
Au recensement de 2011, la communauté de Beulah comptait 1 627 habitants.